# Thomas Johnson (juriste)
Pour les articles homonymes, voir Thomas Johnson et Johnson.
Thomas Johnson (4 novembre 1732 – 26 octobre 1819) était un juge américain siégeant à la Cour suprême des États-Unis, et le premier gouverneur de Maryland, entre 1777 et 1779.